# Bolesław Panek
Bolesław Panek (ur. 13 maja 1923 w Przybyszycach, zm. 12 listopada 1946 w Warszawie) – rolnik, oskarżony o zamach na Bolesława Ścibiorka. Syn Stanisława.
Bolesław Panek został aresztowany i oskarżony o to, że 5 grudnia 1945 w Łodzi wraz z Wiesławem Płońskim "dopuścił się zamachu" na zastępcę sekretarza naczelnego Polskiego Stronnictwa Ludowego i posła KRN Bolesława Ścibiorka. Aresztowanie oraz proces 12 listopada 1946 w Warszawie, na krótko przed wyborami do Sejmu Ustawodawczego, były odpowiedzią na liczne protesty Zachodu (m.in. w Izbie Gmin i Kongresie) po zamordowaniu Ścibiorka, zwolennika demokratycznego kursu PSL. Oskarżonym zarzucano również udział w nielegalnym związku "Orsza". W fingowanym procesie przed WSR R.760/46 w Warszawie sygn.akt R.S.4889/46 pod przewodnictwem ppłk. Władysława Garnowskiego obaj rzekomi zamachowcy zostali skazani z art. 3,12 i 13 Dekretu na kary śmierci i straceni tego samego dnia tj. 12 listopada 1946. 
Sprawa morderstwa Ścibiorka przez wiele lat nie została ostatecznie wyjaśniona, choć w powszechnej opinii mord ten był zemstą władz bezpieczeństwa za przejście Ścibiorka, byłego członka Rady Naczelnej "odrodzonego", prokomunistycznego SL, do PSL Stanisława Mikołajczyka. Dopiero w końcu lat dziewięćdziesiątych XX w. do morderstwa przyznał się jeden z funkcjonariuszy łódzkiego UB. Ustalono także, iż grupę "Orsza" zorganizowały władze bezpieczeństwa w Skierniewicach w celu zamordowania Ścibiorka, wówczas nauczyciela w tym mieście.
Dokładne miejsce pochówku Bolesława Panka jest nieznane. Mogiła symboliczna znajduje się na Cmentarzu Wojskowym w Warszawie w Kwaterze "na Łączce".